# Bev Perdue
Beverly Marlene Moore Eaves (Bev) Perdue (Grundy (Virginia), 14 januari 1947) is een Amerikaans politica. Ze is lid van de Democratische Partij. In 2009 werd ze, als eerste vrouw in de geschiedenis, gouverneur van de Amerikaanse staat North Carolina. Ze bekleedde deze functie tot 2013.
Eerder was Perdue van 2001 tot 2009 luitenant-gouverneur van North Carolina onder gouverneur Mike Easley.

## Levensloop
Perdue werd geboren met de achternaam Moore. Ze studeerde aan de Universiteit van Kentucky en behaalde daar een Bachelor of Arts en een Master in de pedagogiek. Daarna behaalde ze een doctoraat aan de Universiteit van Florida, door onderzoek te doen naar onderwijs en bestuur. Voordat ze de politiek in ging werkte Perdue als ziekenhuisbestuurder en consultant.
Namens de Democratische Partij werd Perdue in 1987 gekozen in het Huis van Afgevaardigden van North Carolina. Vier jaar later werd ze gekozen in de Senaat van dezelfde staat. Daarin had ze tot 2001 zitting. Op haar initiatief werden de salarissen voor leraren verhoogd. Perdue stelde zich in 2001 verkiesbaar voor de post van luitenant-gouverneur van North Carolina. Ze werd de eerste vrouw in die positie. In 2004 werd ze herkozen. Haar meest opvallende prestatie was haar doorslaggevende stem die leidde tot de vestiging van de North Carolina Education Lottery.
In 2007 maakte Perdue haar kandidaatschap bekend voor het gouverneurschap van North Carolina. Ze won de Democratische voorverkiezingen en wierf 15 miljoen euro aan fondsen voor haar campagne. Ze verweet in de campagne haar Republikeinse opponent Pat McCrory niet streng genoeg te zijn op het gebied van illegale immigratie. Zelf stemde ze tijdens haar periode in de Senaat tegen voorstellen waardoor kinderen van illegale immigranten naar school zouden kunnen gaan. McCrory stond lange tijd aan kop in de peilingen. Hij kreeg steunbetuigingen van de meeste grote kranten, terwijl Perdue een steunbetuiging kreeg van de acteur Andy Griffith. Uiteindelijk won Perdue de verkiezingen toch, met een verschil van nog geen 4 procent. Op 10 januari 2009 werd ze ingezworen als de eerste vrouwelijke gouverneur van North Carolina. Het eerste veto dat ze uitsprak was over een wet die bepaalde overheidsdocumenten een vertrouwelijke status zou geven, waardoor ze niet zomaar opgevraagd konden worden.
Na vier jaar gouverneurschap besloot Perdue zich niet verkiesbaar te stellen voor een tweede termijn. Haar tanende populariteit in North Carolina speelde hier een rol in. Haar luitenant-gouverneur Walter Dalton werd bij de gouverneursverkiezingen van 2012 de Democratische kandidaat, maar hij verloor de verkiezingen met ruim 11 procent van Republikein Pat McCrory. Op 5 januari 2013 werd Perdue door McCrory opgevolgd als gouverneur.

## Persoonlijk
Perdue trouwde in 1970 met Gary Perdue. Samen met hem kreeg ze twee zonen. Na hun scheiding in 1994 hield ze de naam Perdue aan. In 1997 trouwde ze met Bob Eaves. De naam Eaves gebruikt ze sindsdien als tussennaam.
- Gemeinsame Normdatei: 1181017122
- International Standard Name Identifier: 0000 0000 5841 2201
- Library of Congress Control Number: no2009044732
- SNAC: w62w36fv
- Virtual International Authority File: 83628699
- WorldCat: E39PBJd3Rm76BJdh9DBQQwpkjC